# 2377 Shcheglov
2377 Shcheglov је астероид главног астероидног појаса са средњом удаљеношћу од Сунца која износи 2,879 астрономских јединица (АЈ).
Апсолутна магнитуда астероида је 12,0.